# Cities: Skylines
Cities: Skylines – komputerowa gra w budowę miasta, wyprodukowana przez studio Colossal Order i wydana 10 marca 2015 na Microsoft Windows przez Paradox Interactive. Gra spotkała się z pozytywnymi reakcjami krytyków. Według danych z 2022 sprzedano ok. 12 milionów kopii.
24 października 2023 wydano kontynuację – Cities: Skylines II.

## Rozgrywka
Gracz wciela się w zarządcę miasta, dysponującego początkowo obszarem 4 km², który może zwiększyć wraz z rozwojem miasta do nawet 36 km². Musi samodzielnie zaprojektować miasto od podstaw, tworząc infrastrukturę drogową, kanalizacyjną, rejony mieszkalne, przemysłowe, handlowe, rozwijając sieć komunikacji miejskiej oraz zapewniając obywatelom dostęp do prądu. Aby miasto dalej się rozwijało, potrzebne są pieniądze, które gracz uzyskuje z podatków, eksportu oraz komunikacji miejskiej. Ważną kwestią jest zadowolenie obywateli, które można zaspokoić poprzez wprowadzanie odpowiednich służb do miasta takich jak: policja, opieka zdrowotna czy straż pożarna.

## Dodatki
Gra została wzbogacona o szereg dodatków. Poniżej zostały wymienione główne dodatki dostarczone przez twórców:
| Tytuł             | Data wydania         | Opis |
| ----------------- | -------------------- | --- |
| After Dark        | 24 września 2015     | Została zapowiedziana na Gamescomie 2015. After Dark dodaje nowe budynki, w tym kasyno oraz luksusowy hotel i specjalne przestrzenie turystyczno-rekreacyjne. Jego premiera zbiegła się w czasie z premierą darmowej aktualizacji dodającej cykl dnia i nocy do gry. |
| Snowfall          | 18 lutego 2016       | Snowfall umożliwia graczom ujrzeć śnieg oraz inne elementy tła zimowego, a także tramwaje. Wraz z wydaniem tego dodatku, darmowa aktualizacja wprowadziła edytor motywów. Funkcja ta dodała nowe ustawienia graficzne, dzięki którym gracze mogą tworzyć własne wyglądy światów. Następnie mapy graczy można było dodawać do warsztatu Steam. |
| Match Day         | 8 czerwca 2016       | Match Day to darmowy dodatek wprowadzający stadion do piłki nożnej. |
| Natural Disasters | 29 listopada 2016    | Na Gamescomie w 2016 roku zapowiedziany został dodatek Natural Disasters, który dodaje do gry klęski żywiołowe. Ponadto rozszerzenie wprowadza służby specjalne, które gracz może dodać do swojego miasta. Inne nowości obejmują edytor scenariuszy oraz stacje radiowe w grze. |
| Mass Transit      | 18 maja 2017         | Dodatek Mass Transit umożliwia mieszkańcom metropolii przemieszczanie się promami, kolejkami liniowymi, sterowcami oraz kolejami jednoszynowymi i stosowanie przepisów dotyczących przemieszczania się. Dodatek wprowadza również centra komunikacyjne oraz wiele nowych dróg, mostów i kanałów. |
| Concerts          | 17 sierpnia 2017     | Dodatek daje możliwość graczom planowania koncertów i różnych festiwali oraz stosowania przepisów dotyczących wymienionych wydarzeń. |
| Green Cities      | 19 października 2017 | Green Cities wprowadza szereg nowych budynków, elektryczne samochody, panele fotowoltaiczne na dachach budynków. Dodatek wprowadza również nowe specjalizacje niektórych stref oraz przepisy dotyczące ekologii. |
| Parklife          | 24 maja 2018         | Parklife skupia się na budowie parków rozrywki, parków narodowych, zoo i ogrodów. Gracze używając narzędzia tworzenia obszarów są w stanie stworzyć ogromne parki, a także stawiać różne budynki wzdłuż lub obok ścieżek. Wprowadzona została również nowa linia autobsów turystycznych. |
| Industries        | 23 października 2018 | Wydanie Industries zapowiedziano 10 października 2018. Dodatek ulepsza przemysł w mieście gracza, umożliwiając graczom tworzenie wyspecjalizowanych dzielnic przemysłowych. Dodatek umożliwia budowanie fabryk i magazynów. Wraz ze wzrostem poziomu dzielnicy przemysłowej wzrasta jej efektowność i zmniejsza się ilość produkowanych zanieczyszczeń. Dodatek wprowadza usługi pocztowe oraz pięć nowych map przystosowanych pod przemysł oraz nowe przepisy. |
| Campus            | 21 maja 2019         | Wydanie dodatku zapowiedziano 9 maja 2019 roku. Campus pozwala graczom tworzyć strefy uniwersyteckie przy użyciu narzędzia budowania dzielnic. Gracze mogą tworzyć trzy rodzaje uniwersytetów oraz wiele muzeów, bibliotek, stadionów, studenci mogą pisać prace akademickie. Zawiera 7 nowych przepisów oraz możliwość dofinansowania prac akademickich. Wprowadza pięć nowych map.                                                                            |
| Sunset Harbor     | 26 marca 2020        | Wydanie dodatku zapowiedziano 19 marca 2020 roku. Dodatek wprowadza nową gałąź przemysłu, którą jest rybołówstwo, wprowadzone zostały również stacje uzdatniania wody. Na ulicach mogą znaleźć się trolejbusy oraz autobusy komunikacji międzynarodowej, a nad głowami mogą latać helikoptery. Rozszerzenie wprowadza pięć nowych map. |
| Airports          | 25 stycznia 2022     | DLC zostało zapowiedziane 10 grudnia 2021. Wprowadza opcję projektowania i budowania własnych lotnisk oraz tworzenie linii lotniczej. |

## Odbiór
Gra spotkała się z pozytywnym odbiorem recenzentów, uzyskując w wersji na PC według agregatora Metacritic średnią wynoszącą 85/100, 81/100 w wersji na Xboksa One i Playstation 4 oraz 67/100 na Nintendo Switch. Redakcja magazynu „PC Gamer UK” w 2015 roku przyznała grze 40. miejsce na liście najlepszych gier na PC.
W 2020 roku Cities: Skylines uplasowało się na czwartym miejscu w rankingu najlepszych gier ekonomicznych na PC stworzonym przez Rock Paper Shotgun.

### Sprzedaż
Pierwszego dnia sprzedano 250 000 egzemplarzy Cities: Skylines, w pierwszym tygodniu liczba ta wyniosła 500 000, a już pod koniec miesiąca liczba sprzedanych kopii zwiększyła się do miliona. W pierwszą rocznicę premiery gry sprzedanych egzemplarzy było ponad dwa miliony. W 2017 sprzedaż zwiększyła się do 3,5 miliona sztuk. W czwartą rocznicę w ręce graczy trafiło już 6 milionów kopii. Według informacji z 2022 roku sprzedaż wzrosła do 12 milionów egzemplarzy.